# Distretto di Uchumarca
Il distretto di Uchumarca  è uno dei sei distretti della provincia di Bolívar, in Perù. Si trova nella regione di La Libertad e si estende su una superficie di 190,53  chilometri quadrati.